# Zale salicis
Zale salicis är en fjärilsart som beskrevs av Hans Hermann Behr 1870. Zale salicis ingår i släktet Zale och familjen nattflyn. Inga underarter finns listade i Catalogue of Life.